# Le monde tremblera
Pour plus de détails, voir Fiche technique et Distribution.
Le monde tremblera (ou La Révolte des vivants) est un film français réalisé par Richard Pottier, sorti en 1939.

## Synopsis
Un savant, le docteur Durand, crée une machine capable de prédire le moment de la mort des êtres humains. Un homme d'affaires, Emil Lasser, pousse Durand à exploiter son invention à des fins commerciales pour les hommes désireux de connaître leur sort à l'avance. Après un succès public dans un premier temps, l'existence de la machine amène peu à peu au déclenchement d'une panique mondiale.

## Fiche technique
- Titre : Le monde tremblera ou La Révolte des vivants
- Réalisation : Richard Pottier, assisté de Jacques Rémy
- Scénario : Henri-Georges Clouzot et J. Villard d'après le roman de Roger-Francis Didelot et Charles Robert-Dumas
- Musique : Wal Berg et Jean Lenoir
- Photographie : Robert Lefebvre
- Photographe de Plateau : Léo Mirkine
- Montage : Borys Lewin
- Producteur : Raymond Borderie, pour la C.I.C.C. (Compagnie Industrielle et Commerciale Cinématographique)
- Pays de production : France
- Format : Noir et blanc - 1,37:1 - Mono
- Genre : Science-fiction
- Durée : 108 minutes
- Date de sortie : 
  - France - 10 mai 1939

## Distribution
- Claude Dauphin : Jean Durand
- Madeleine Sologne : Marie-France Lassere
- Roger Duchesne : Gérard Gallois
- Armand Bernard : Martelet
- Erich von Stroheim : Emil Lasser / Monsieur Frank
- Raymond Aimos : L'escarpe
- Antoine Balpêtré : le client milliardaire
- Jacques Berlioz
- Mady Berry : Mme Bécu
- Roger Blin : Le condamné
- Julien Carette : Julien Bartaz
- Georges Prieur : Un ingénieur
- Christiane Delyne : La fille de Mme Bécu
- Louis Ducreux
- Henri Guisol : Le docteur
- Robert Le Vigan : Le greffier
- Georges Vitray
- Nina Sinclair
- Raymond Rognoni